# Ádam Saitíyev
Ádam Jamídovich Saitíyev (en ruso: Адам Хамидович Сайтиев; Jasaviurt, 12 de diciembre de 1977) es un deportista ruso de origen daguestano que compitió en lucha libre. Su hermano Buvaisar compitió en el mismo deporte.
Participó en los Juegos Olímpicos de Sídney 2000, obteniendo la medalla de oro en la categoría de 85 kg.
Ganó dos medallas de oro en el Campeonato Mundial de Lucha entre los años 1999 y 2002, y cuatro medallas en el Campeonato Europeo de Lucha entre los años 1998 y 2006.

## Palmarés internacional
| Juegos Olímpicos   | Juegos Olímpicos        | Juegos Olímpicos  | Juegos Olímpicos |
| Año                | Lugar                   | Medalla           | Categoría        |
| ------------------ | ----------------------- | ----------------- | ---------------- |
| 2000               | Sídney (Australia)      | Medalla de oro    | 85 kg            |
| Campeonato Mundial |                         |                   |                  |
| Año                | Lugar                   | Medalla           | Categoría        |
| 1999               | Ankara (Turquía)        | Medalla de oro    | 76 kg            |
| 2002               | Teherán (Irán)          | Medalla de oro    | 84 kg            |
| Campeonato Europeo |                         |                   |                  |
| Año                | Lugar                   | Medalla           | Categoría        |
| 1998               | Bratislava (Eslovaquia) | Medalla de bronce | 76 kg            |
| 1999               | Minsk (Bielorrusia)     | Medalla de oro    | 76 kg            |
| 2000               | Budapest (Hungría)      | Medalla de oro    | 85 kg            |
| 2006               | Moscú (Rusia)           | Medalla de oro    | 84 kg            |